# Аршава Ірина Федорівна
Іри́на Фе́дорівна Арша́ва (* 1955) — лікар-психотерапевт. Кандидат медичних (1993), доктор психологічних (2007) наук, професор (2008). Нагороджена орденом княгині Ольги 3-го ступеня (2018). Член-кореспондент Академії медико-технічних наук України; Академії соціальних технологій та місцевого врядування.

## З життєпису
Народилась 1955 року в місті Владимир. Закінчила Дніпропетровський медичний інститут; працювала лікарем.
В 1991—1994 роках — у Дніпропетровській медичній академії; від 1994-го — у Дніпровському університеті. Від 1995 року — завідувач кафедри загальної психології та патопсихології.
На базі однієї з лікарень Дніпра створила і очолює Центр медико-психологічної допомоги хворим.
Наукові дослідження: емоційна стійкість людини, психологія здоров'я, психологія стресу, психосоматичні кореляції. Є авторкою близько 350 наукових та науково-методичних робіт, з них 6 підручників, 5 монографій, 12 навчальних посібників та 35 методичних рекомендацій.
Серед робіт:
- «Емоційна стійкість людини та її діагностика», 2006;
- «Теоретико-психологічні основи комп'ютерної діагностики емоціональної стійкості», 2006 (співавтор);
- «Медико-соціальна і психологічна реабілітація хворих та інвалідів. Підручник.», 2007 (співавтор);
- «Аспекти імпліцитної діагностики емоційної стійкості людини», 2008 (співавтор);
- «Психологічна специфіка самотніх молодих осіб» // «Дніпровський науковий часопис публічного управління, психології, права»; 2021